# حافظ عثمان

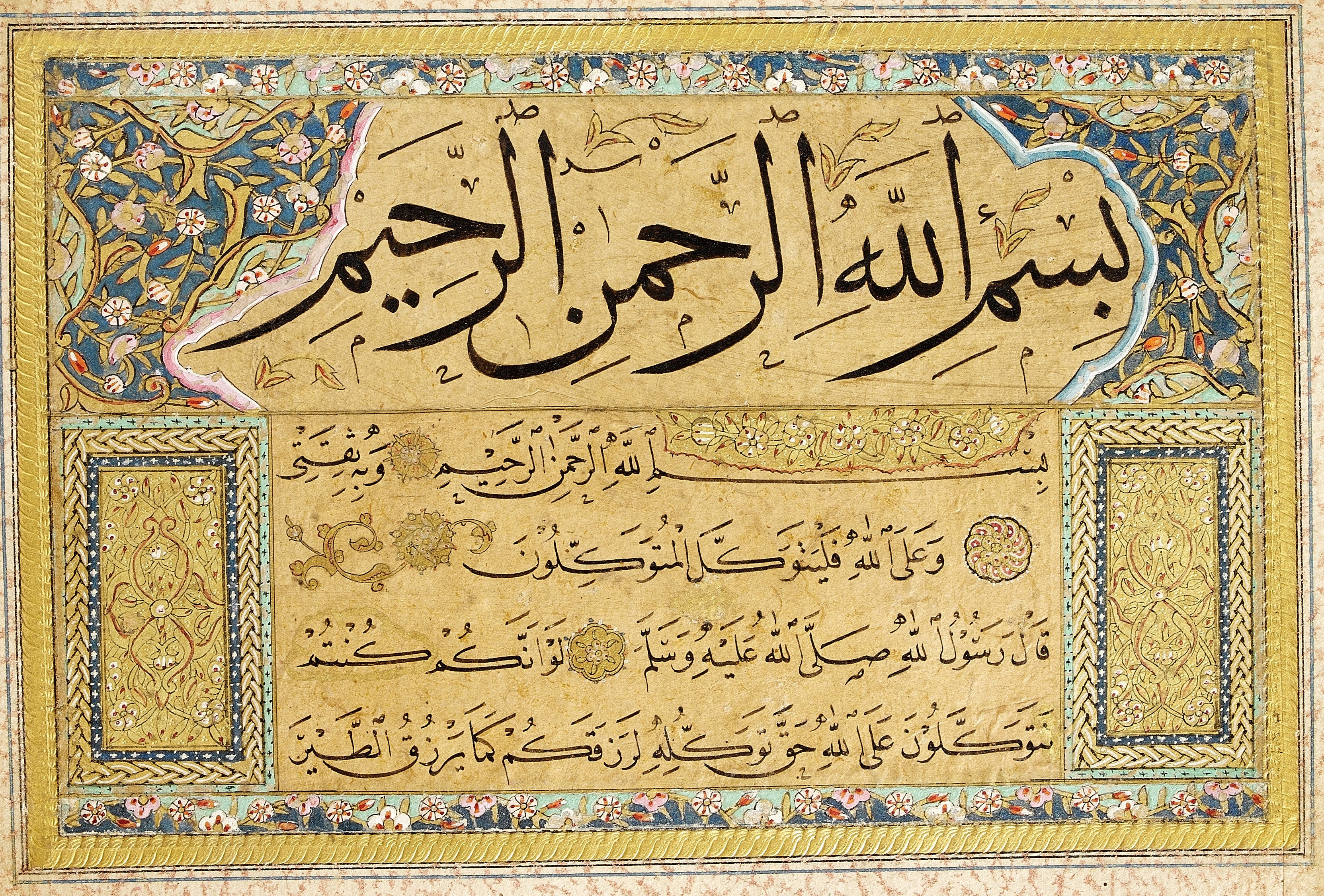
اثر خوشنویسی حافظ عثمان

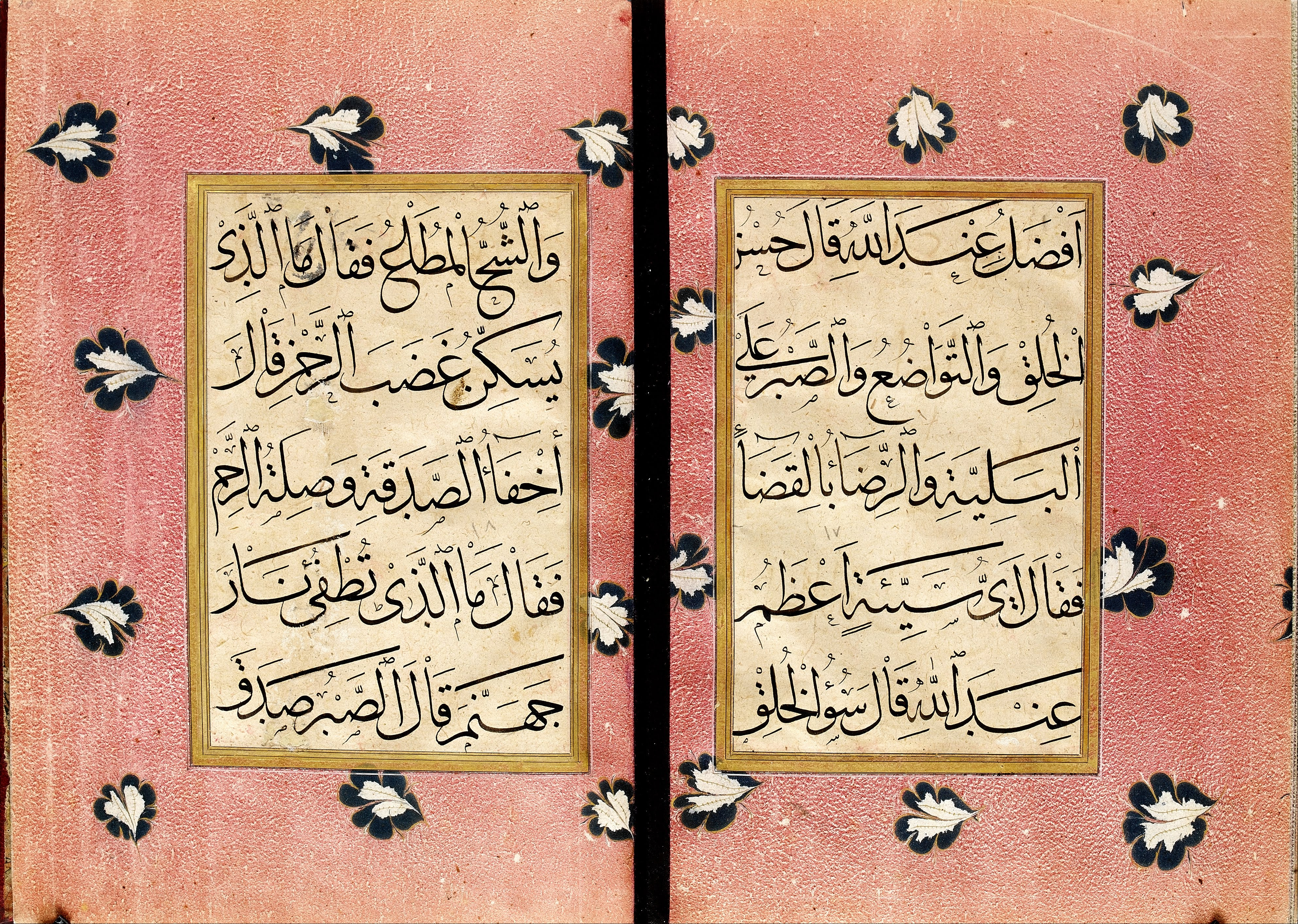
اثر خوشنویسی حافظ عثمان

حافظ عثمان خوشنویس نامدار ترک در سده یازدهم هجری است.

## زندگی
حافظ عثمان در ۱۰۵۲ ه‍. ق در استانبول به‌دنیا آمد. پدرش، علی‌افندی، مؤذن مسجد خاصِکی سلطان بود. عثمان در کودکی حافظ قرآن شد و به حافظ عثمان شهرت یافت. او در محضر وزیر مشهور، مصطفی‌پاشا کوپریلی، تربیت شد.
هنگام تحصیل، به خوشنویسی علاقه پیدا کرد و نزد درویش‌علی، خوشنویس نامدار آن دوران، خطاطی آموخت؛ اما پس از مدتی، استادش به‌علت کهن‌سالی، وی را به سویولجی‌زاده مصطفی ایوبی، برگزیده‌ترین شاگرد خود سپرد. عثمان در هجده سالگی موفق به کسب اجازه خوشنویسی شد. سپس نزد نَفَس‌زاده اسماعیل افندی به تحصیل پرداخت و با «مشق» مصحفِ شیخ‌حمدالله آماسی، بر این شیوه تسلط یافت و سالها بعد، با بهره‌مندی از سبک حمدالله آماسی، در زیبایی‌شناسی دو خط نسخ و ثلث تغییراتی ایجاد کرد.
حافظ عثمان در ۱۰۸۳ به مصر و در ۱۰۸۷ به مکه، و چند بار هم به ادرنه و بورسه سفر کرد و به قولی در سفر حج نیز به تمرین خط مشغول بود. در ۱۱۰۶ معلم خوشنویسی سلطان مصطفی دوم و والی دیار بکر شد و بعدها نیز این ناحیه به صورت آرپالِق (اقطاع) در اختیار وی قرار داد. حافظ عثمان در زمان شاهزادگی احمد سوم، معلم خط وی بود. او یکشنبه‌ها به شاگردان فقیر خود رایگان آموزش می‌داد. حافظ عثمان از پیروان طریقت سُنبلیه بود.

## درگذشت
وی حدود چهار سال پیش از مرگ فلج شد و در ۱۱۱۰ درگذشت و در خانقاه قوجه مصطفی‌پاشا به خاک سپرده شد. نوشته سنگ‌قبر او، کار اسماعیل افندی آغاقاپویی، از خوشنویسان معروف است.